# USS Batfish (SS-310)
USS Batfish (SS-310) – zbudowany w stoczni Portsmouth Naval Shipyard amerykański okręt podwodny typu Balao. Jak inne jednostki swojego typu, został zaprojektowany w konstrukcji częściowo dwukadłubowej, otrzymał kadłub sztywny ze stali o zwiększonej ciągliwości i wytrzymałości celem zwiększenia testowej głębokości zanurzenia do 400 stóp (122 metry). Uzbrojony był w 24 torpedy Mark XIV wystrzeliwane z sześciu wyrzutni torpedowych na dziobie oraz czterech wyrzutni rufowych. Układ napędowy tych okrętów stanowiły cztery generatory elektryczne Diesla oraz cztery silniki elektryczne o mocy 2740 shp, napędzające dwa wały napędowe ze śrubami.
W trakcie II wojny światowej wziął udział w wojnie podwodnej na Pacyfiku. Podczas siedmiu odbytych patroli wojennych, zatopił oficjalnie sześć jednostek japońskich. Wyróżniającym jednak sukcesem okrętu, było zatopienie trzech japońskich okrętów podwodnych w ciągu 76 godzin.
Po zakończeniu wojny, 6 kwietnia 1946 roku, został wycofany ze służby i przeniesiony do rezerwy Floty Pacyfiku. W związku z wybuchem konfliktu koreańskiego, 7 marca 1952 roku został ponownie przyjęty do służby i przeniesiony do działań na Atlantyku. 1 listopada 1969 roku został ostatecznie wycofany ze służby, od 18 lutego 1972 roku zaś pełni rolę okrętu-muzeum.

## Budowa i konstrukcja
Na etapie planowania, nowa jednostka typu Balao nosić miała nazwę Acoupa. Jeszcze jednak przed rozpoczęciem budowy, 24 września 1942 roku, nazwa planowanej jednostki został zmieniona na Bathfish, oznaczającą drapieżną rybę z rodziny Ogackowatych. 27 grudnia 1942 roku w stoczni Portsmouth Naval Shipyard położono stępkę pod nową jednostkę, którą zwodowano 5 maja 1943 roku. 21 sierpnia 1943 roku, okręt został przyjęty do służby w United States Navy pod nazwą USS Batfish z numerem kadłuba SS-310.